# Fleury-la-Rivière
Fleury-la-Rivière és un municipi francès, situat al departament del Marne i a la regió del Gran Est. L'any 2007 tenia 497 habitants.

## Demografia

### Població
El 2007 la població de fet de Fleury-la-Rivière era de 497 persones. Hi havia 200 famílies, de les quals 48 eren unipersonals (28 homes vivint sols i 20 dones vivint soles), 64 parelles sense fills, 80 parelles amb fills i 8 famílies monoparentals amb fills.
La població ha evolucionat segons el següent gràfic:
Habitants censats

### Habitatges
El 2007 hi havia 251 habitatges, 202 eren l'habitatge principal de la família, 16 eren segones residències i 33 estaven desocupats. 233 eren cases i 17 eren apartaments. Dels 202 habitatges principals, 162 estaven ocupats pels seus propietaris, 33 estaven llogats i ocupats pels llogaters i 7 estaven cedits a títol gratuït; 1 tenia una cambra, 4 en tenien dues, 26 en tenien tres, 36 en tenien quatre i 135 en tenien cinc o més. 152 habitatges disposaven pel capbaix d'una plaça de pàrquing. A 99 habitatges hi havia un automòbil i a 90 n'hi havia dos o més.

### Piràmide de població
La piràmide de població per edats i sexe el 2009 era:
| Homes | Edats   | Dones |
| ----- | ------- | ----- |
| 0     | 95 o +  | 0     |
| 0     | 90 a 94 | 4     |
| 4     | 85 a 89 | 12    |
| 0     | 80 a 84 | 4     |
| 12    | 75 a 79 | 12    |
| 8     | 70 a 74 | 8     |
| 4     | 65 a 69 | 8     |
| 8     | 60 a 64 | 4     |
| 8     | 55 a 59 | 8     |
| 16    | 50 a 54 | 12    |
| 28    | 45 a 49 | 12    |
| 4     | 40 a 44 | 20    |
| 24    | 35 a 39 | 24    |
| 40    | 30 a 34 | 20    |
| 24    | 25 a 29 | 32    |
| 12    | 20 a 24 | 8     |
| 0     | 15 a 19 | 8     |
| 12    | 10 a 14 | 20    |
| 12    | 5 a 9   | 20    |
| 24    | 0 a 4   | 32    |

## Economia
El 2007 la població en edat de treballar era de 333 persones, 259 eren actives i 74 eren inactives. De les 259 persones actives 246 estaven ocupades (129 homes i 117 dones) i 13 estaven aturades (5 homes i 8 dones). De les 74 persones inactives 25 estaven jubilades, 31 estaven estudiant i 18 estaven classificades com a «altres inactius».

### Ingressos
El 2009 a Fleury-la-Rivière hi havia 205 unitats fiscals que integraven 501 persones, la mediana anual d'ingressos fiscals per persona era de 22.968 €.

### Activitats econòmiques
Dels 7 establiments que hi havia el 2007, 2 eren d'empreses alimentàries, 3 d'empreses de construcció, 1 d'una empresa de comerç i reparació d'automòbils i 1 d'una empresa immobiliària.
Dels 2 establiments de servei als particulars que hi havia el 2009, 1 era un guixaire pintor i 1 electricista.
L'únic establiment comercial que hi havia el 2009 era una fleca.
L'any 2000 a Fleury-la-Rivière hi havia 117 explotacions agrícoles que ocupaven un total de 243 hectàrees.

## Equipaments sanitaris i escolars
El 2009 hi havia una escola elemental.

## Poblacions més properes
El següent diagrama mostra les poblacions més properes.